# 가라쓰촌
가라쓰촌(唐津村)은 일본 사가현 히가시마쓰우라군에 속해있던 촌이다. 현재의 가라쓰시의 일부에 해당한다.

## 역사
- 1889년 4월 1일 - 정촌제 시행에 의해 히가시마쓰우라군 가라쓰촌이 성립하였다.
- 1931년 2월 1일 - 가라쓰정에 편입해 폐지되었다.